# De to Medbejlere
De to Medbejlere er en dansk stum dramafilm fra 1910 produceret af Nordisk Films Kompagni efter manuskript af Albert Gnudtzmann. Filmens instruktør er ukendt. 
Filmen blev i tysktalende lande distribueret under titlen Die beiden Nebenbuhler.
Filmens handling er identisk med handlingen i Bioramas film Buffetjomfruen fra Lundehuskroen  fra 1911.

## Handling
Karl arbejder som tjener på en lille hotel, hvor også buffetjomfruen Ellen arbejder. De to har været forlovede i flere år og sparer op til at købe deres eget lille hotel. En kunde lægger an på Ellen, og Karl bliver rasende og konfronterer kunden. Kunden undskylder, men hævner sig ved at lægge sin pung i Karls jakke, og får han arresteret for tyveri. Karl ender i fængsel og Ellen bliver også bortvist fra hotellet.
Ellen kan ikke finde andet job med et sådant skudsmål og ender i fattigdom. Hun er dog gode venner med Karls forsvarsadvokat, der tror på parrets forklaring. En dag er de to på café, og de to overhører at kunden, der fik Karl i fængsel, prale med, hvad der virkelig skete. Efter kundens indrømmelse over for de to vidner, er sagen opklaret; Karl bliver løsladt og kunden sat i fængsel i stedet. Karl får erstatning, og han og Ellen kan købe deres lille hotel.

## Medvirkende
- Lauritz Olsen
- Victor Fabian
- Rigmor Jerichau
- Otto Lagoni
- Gustav Lund